# NGC 136
NGC 136 (ook wel OCL 295) is een open sterrenhoop in het sterrenbeeld Cassiopeia.
NGC 136 werd op 26 november 1788 ontdekt door de Britse astronoom William Herschel.